# Acraea josetta
Acraea josetta är en fjärilsart som beskrevs av Jackson 1951. Acraea josetta ingår i släktet Acraea och familjen praktfjärilar. Inga underarter finns listade i Catalogue of Life.